# L'Homme qui chavire
L'Homme qui chavire est une sculpture réalisée par Alberto Giacometti en 1950. En bronze, elle représente un homme filiforme qui bascule vers l'avant. 
Cette œuvre, esquissée dès 1947, fait partie de la série des sculptures où Giacometti dans les années de l’après-guerre représente la condition humaine avec le thème de « L’homme qui marche », « réflexion plastique sur la figure humaine dans un espace réduit à une condition de vide, chassé de sa normalité, défait de ses épaisseurs vivantes et de ses volumes sociaux. ». 
Elle fait partie des collections du musée d'Orsay à Paris, et se trouve en dépôt au musée Granet à Aix-en-Provence